# Lista posiadaczy NXT Championship
NXT Championship to mistrzostwo promowane przez amerykańską federację profesjonalnego wrestlingu WWE, które bronione jako najważniejsze mistrzostwo w brandzie NXT. Podobnie jak w przypadku większości tytułów mistrzowskich w wrestlingu, zdobywcy tytułu mistrzowskiego są wyłaniani na podstawie ustalonego wcześniej scenariusza.
Mistrzostwo zostało po raz pierwszy zaprezentowane 1 sierpnia 2012 na NXT, kiedy to komisarz NXT Dusty Rhodes ogłosił turniej „Gold Rush”, w którym czterech wrestlerów z NXT i czterech z głównego rosteru zmierzy się o bycie pierwszym w historii NXT Championem, kończąc tym samym historię tytułu FCW Florida Heavyweight Championship, które zostało zdezaktywowane w związku z zamknięciem rozwojówki FCW miesiąc wcześniej. Pierwszy mistrz został wyłoniony 26 lipca 2012, gdzie Seth Rollins pokonał Jindera Mahala w finale turnieju.
W historii tytułu było 33 panowania wśród 25 mistrzów i trzy wakaty tytułu. Pierwszym mistrzem był Seth Rollins. Jedyne panowanie Adam Cola jest najdłuższe – wynosi 403 dni. Pierwsze panowanie Karriona Krossa jest najkrótsze i wynosi 4 dni. Bo Dallas jest najmłodszym mistrzem (zdobył tytuł dwa dni przed 23. urodzinami), zaś najstarszym posiadaczem jest rekordowo trzykrotny mistrz Samoa Joe, który po raz trzeci sięgnął po tytuł w wieku 42 lat.
Obecnym mistrzem jest Oba Femi, który jest w swoim pierwszym panowaniu. Pokonał poprzedniego mistrza Tricka Williamsa i Eddy’ego Thorpe’a w triple threat matchu na NXT: New Year’s Evil, 7 stycznia 2025.

## Panowania
| Nr        | Ogólny numer panowania                                                     |
| Panowanie | Liczba panowań konkretnego mistrza                                         |
| Dni       | Liczba dni panowania                                                       |
| Dni roz.  | Dni panowania, które są uznawane przez federację na jej oficjalnej stronie |
| +         | Oznacza, że liczba dni w posiadaniu wzrasta z kolejnym dniem               |

| Nr | Mistrz               | Zmiana mistrza           | Zmiana mistrza                     | Zmiana mistrza      | Statystyki panowania | Statystyki panowania | Statystyki panowania | Notka | Odn.          |
| Nr | Mistrz               | Data                     | Gala                               | Miejsce             | Panowanie            | Dni                  | Dni roz.             | Notka | Odn.          |
| -- | -------------------- | ------------------------ | ---------------------------------- | ------------------- | -------------------- | -------------------- | -------------------- | --- | ------------- |
| 1  | Seth Rollins         | 26 lipca 2012(dts)       | NXT                                | Winter Park, FL     | 1                    | 133                  | 133                  | Pokonał Jindera Mahala w finale 8-osobowego turnieju stając się inauguracyjnym mistrzem. Wyemitowano 29 sierpnia 2012. | [ 5 ]         |
| 2  | Big E Langston       | 6 grudnia 2012(dts)      | NXT                                | Winter Park, FL     | 1                    | 168                  | 153                  | Był to No Disqualification match. Wyemitowano 9 stycznia 2013. | [ 6 ]         |
| 3  | Bo Dallas            | 23 maja 2013(dts)        | NXT                                | Winter Park, FL     | 1                    | 280                  | 260                  | Wyemitowano 12 czerwca 2013. | [ 7 ]         |
| 4  | Adrian Neville       | 27 lutego 2014(dts)      | Arrival                            | Winter Park, FL     | 1                    | 287                  | 286                  | Był to Ladder match. | [ 8 ]         |
| 5  | Sami Zayn            | 11 grudnia 2014(dts)     | TakeOver: R Evolution              | Winter Park, FL     | 1                    | 62                   | 62                   | Był to Title vs. Career match, w którym jeśli Zayn przegrałby, musiałby opuścić roster NXT. | [ 9 ]         |
| 6  | Kevin Owens          | 11 lutego 2015(dts)      | TakeOver: Rival                    | Winter Park, FL     | 1                    | 143                  | 142                  | Owens pokonał Samiego Zayna po tym, jak sędzia zdecydował się przerwać walkę. | [ 10 ]        |
| 7  | Finn Bálor           | 4 lipca 2015(dts)        | The Beast in the East              | Tokio, Japonia      | 1                    | 292                  | 292                  | | [ 11 ]        |
| 8  | Samoa Joe            | 21 kwietnia 2016(dts)    | NXT Live                           | Lowell, MA          | 1                    | 121                  | 121                  | | [ 12 ]        |
| 9  | Shinsuke Nakamura    | 20 sierpnia 2016(dts)    | TakeOver: Brooklyn II              | Brooklyn, NY        | 1                    | 91                   | 91                   | | [ 13 ]        |
| 10 | Samoa Joe            | 19 listopada 2016(dts)   | TakeOver: Toronto                  | Toronto, ON, Kanada | 2                    | 14                   | 13                   | | [ 14 ]        |
| 11 | Shinsuke Nakamura    | 3 grudnia 2016(dts)      | NXT                                | Osaka, Japonia      | 2                    | 56                   | 56                   | | [ 15 ]        |
| 12 | Bobby Roode          | 28 stycznia 2017(dts)    | TakeOver: San Antonio              | San Antonio, TX     | 1                    | 203                  | 202                  | | [ 16 ]        |
| 13 | Drew McIntyre        | 19 sierpnia 2017(dts)    | TakeOver: Brooklyn III             | Brooklyn, NY        | 1                    | 91                   | 91                   | | [ 17 ]        |
| 14 | Andrade "Cien" Almas | 18 listopada 2017(dts)   | TakeOver: WarGames                 | Houston, TX         | 1                    | 140                  | 139                  | | [ 18 ]        |
| 15 | Aleister Black       | 7 kwietnia 2018(dts)     | TakeOver: New Orleans              | Nowy Orlean, LA     | 1                    | 102                  | 108                  | | [ 19 ]        |
| 16 | Tommaso Ciampa       | 18 lipca 2018(dts)       | NXT                                | Winter Park, FL     | 1                    | 238                  | 237                  | Wyemitowano 25 lipca 2018. | [ 20 ]        |
| —  | Wakat                | 13 marca 2019(dts)       | NXT                                | Winter Park, FL     | —                    | —                    | —                    | Tytuł został zwakowany po tym jak Tommaso Ciampa doznał kontuzji szyi. Wyemitowano 20 marca 2019. | [ 21 ]        |
| 17 | Johnny Gargano       | 5 kwietnia 2019(dts)     | TakeOver: New York                 | Brooklyn, NY        | 1                    | 57                   | 56                   | Pokonał Adama Cole’a w Two-out-of-three falls matchu o zwakowany tytuł. | [ 22 ]        |
| 18 | Adam Cole            | 1 czerwca 2019(dts)      | TakeOver: XXV                      | Bridgeport, CT      | 1                    | 396                  | 403                  | | [ 23 ]        |
| 19 | Keith Lee            | 1 lipca 2020(dts)        | NXT: The Great American Bash Noc 2 | Winter Park, FL     | 1                    | 52                   | 44                   | Był to Winner Takes All match, gdzie NXT North American Championship Lee również był na szali. Wyemitowano 8 lipca 2020. | [ 24 ]        |
| 20 | Karrion Kross        | 22 sierpnia 2020(dts)    | TakeOver XXX                       | Winter Park, FL     | 1                    | 4                    | 3                    | | [ 25 ]        |
| —  | Wakat                | 26 sierpnia 2020(dts)    | NXT                                | Winter Park, FL     | —                    | —                    | —                    | Karrion Kross zrzekł się tytułu z powodu doznania kontuzji ramienia podczas jego walki na TakeOver XXX. | [ 26 ]        |
| 21 | Finn Bálor           | 8 września 2020(dts)     | NXT: Super Tuesday II              | Winter Park, FL     | 2                    | 212                  | 212                  | W 60-minutowym Fatal 4-way Iron Man matchu o zwakowany tytuł który miał miejsce 1 września na specjalnym odcinku Super Tuesday pomiędzy Finnem Bálorem, Adamem Colem, Tommaso Ciampą i Johnnym Gargano zakończył się remisem pomiędzy Bálorem i Colem. Generalny menedżer NXT William Regal zaplanował walkę pomiędzy tą dwójką w następnym tygodniu o zwakowany tytuł, w której Bálor pokonał Cole’a. | [ 27 ]        |
| 22 | Karrion Kross        | 8 kwietnia 2021(dts)     | TakeOver: Stand & Deliver Noc 2    | Orlando, FL         | 2                    | 136                  | 136                  | | [ 28 ]        |
| 23 | Samoa Joe            | 22 sierpnia 2021(dts)    | TakeOver 36                        | Orlando, FL         | 3                    | 21                   | 20                   | | [ 29 ]        |
| —  | Wakat                | 12 września 2021(dts)    | —                                  | —                   | —                    | —                    | —                    | Samoa Joe zrzekł się tytułu z powodu tego co WWE zgłosiło jako nieokreśloną kontuzję; Joe wyjaśnił później, że wakat powstał z powodu pozytywnego wyniku testu na COVID-19, a także Vince McMahon chciał zmienić ogólny kierunek NXT, co spowodowało, że NXT zmienił nazwę na NXT 2.0 i powróciło do brandu rozwojowego WWE.                                                                           | [ 30 ] [ 31 ] |
| 24 | Tommaso Ciampa       | 14 września 2021(dts)    | NXT 2.0                            | Orlando, FL         | 2                    | 112                  | 111                  | Był to Fatal 4-way match o zwakowany tytuł, w którym brali również udział LA Knight, Pete Dunne i Von Wagner. | [ 32 ]        |
| 25 | Bron Breakker        | 4 stycznia 2022(dts)     | NXT 2.0: New Year’s Evil           | Orlando, FL         | 1                    | 63                   | 63                   | | [ 33 ]        |
| 26 | Dolph Ziggler        | 8 marca 2022(dts)        | NXT 2.0: Roadblock                 | Orlando, FL         | 1                    | 27                   | 26                   | Był to Triple threat match, w którym brał również udział Tommaso Ciampa. | [ 34 ]        |
| 27 | Bron Breakker        | 4 kwietnia 2022(dts)     | Raw                                | Dallas, TX          | 2                    | 362                  | 361                  | 4 września 2022, na Worlds Collide, Breakker zunifikował NXT Championship z NXT United Kingdom Championship, zwyciężając ówczesnego posiadacza tytułu Tylera Bate’a. | [ 35 ]        |
| 28 | Carmelo Hayes        | 1 kwietnia 2023(dts)     | Stand & Deliver                    | Los Angeles, CA     | 2                    | 182                  | 182                  | | [ 36 ]        |
| 29 | Ilja Dragunov        | 30 września 2023(dts)    | No Mercy                           | Bakersfield, CA     | 1                    | 206                  | 205                  | | [ 37 ]        |
| 30 | Trick Williams       | 23 kwietnia 2024(dts)    | NXT: Spring Breakin’ Noc 1         | Orlando, FL         | 1                    | 75                   | 74                   | Jeśli Williams by przegrał, musiałby opuścić NXT. | [ 38 ]        |
| 31 | Ethan Page           | 7 lipca 2024(dts)        | Heatwave                           | Toronto, ON, Kanada | 1                    | 86                   | 86                   | Był to Fatal 4-way match, w którym brali również udział Je'Von Evans i Shawn Spears. | [ 39 ]        |
| 32 | Trick Williams       | 1 października 2024(dts) | Debiut NXT na The CW               | Rosemont, IL        | 2                    | 98                   | 98                   | CM Punk był sędzią specjalnym. | [ 40 ]        |
| 33 | Oba Femi             | 7 stycznia 2025(dts)     | NXT: New Year’s Evil               | Los Angeles, CA     | 2                    | 205+                 | 205+                 | Był to Triple threat match, w którym brał również udział Eddy Thorpe. | [ 4 ]         |

## Łączna liczba panowań
Stan na 31 lipca 2025
| † | Oznacza obecnego mistrza |

| Miejsce | Mistrz               | Liczba panowań | Łączna liczba dni | Łączna liczba dni według WWE |
| ------- | -------------------- | -------------- | ----------------- | ---------------------------- |
| 1       | Finn Bálor           | 2              | 504               | 504                          |
| 2       | Bron Breakker        | 2              | 425               | 424                          |
| 3       | Adam Cole            | 1              | 396               | 403                          |
| 4       | Tommaso Ciampa       | 2              | 350               | 348                          |
| 5       | Adrian Neville       | 1              | 287               | 286                          |
| 6       | Bo Dallas            | 1              | 280               | 260                          |
| 7       | Ilja Dragunov        | 1              | 206               | 205                          |
| 8       | Oba Femi †           | 1              | 205+              | 205+                         |
| 9       | Bobby Roode          | 1              | 203               | 202                          |
| 10      | Carmelo Hayes        | 1              | 182               | 182                          |
| 11      | Trick Williams       | 2              | 173               | 172                          |
| 12      | Big E Langston       | 1              | 168               | 153                          |
| 13      | Samoa Joe            | 3              | 156               | 154                          |
| 14      | Shinsuke Nakamura    | 2              | 147               | 147                          |
| 15      | Kevin Owens          | 1              | 143               | 142                          |
| 16      | Karrion Kross        | 2              | 140               | 139                          |
| 16      | Andrade "Cien" Almas | 1              | 140               | 139                          |
| 18      | Seth Rollins         | 1              | 133               | 133                          |
| 19      | Aleister Black       | 1              | 102               | 108                          |
| 20      | Drew McIntyre        | 1              | 91                | 91                           |
| 21      | Ethan Page           | 1              | 86                | 86                           |
| 22      | Sami Zayn            | 1              | 62                | 62                           |
| 23      | Johnny Gargano       | 1              | 57                | 56                           |
| 24      | Keith Lee            | 1              | 52                | 44                           |
| 25      | Dolph Ziggler        | 1              | 27                | 26                           |